# Macaca leonina
Il macaco nemestrino settentrionale (Macaca leonina, Blyth, 1863) è un primate della famiglia Cercopithecidae. Si tratta di una specie strettamente imparentata con il macaco nemestrino (Macaca nemestrina), del quale fino a poco tempo fa era ritenuta una sottospecie.

## Descrizione
Il colore è bruno-olivastro o grigiastro sul lato dorsale e biancastro su quello ventrale. La coda, lunga tra 15 e 25 cm e curva, ricorda vagamente quella di un maiale e da questa caratteristica è tratto il nome comune della specie (come quello di ‘'Macaca nemestrina'’) in diverse lingue.

## Distribuzione e habitat
L'areale comprende Bangladesh, Cambogia, Laos, Malaysia, Birmania, Thailandia e Vietnam.
L'habitat è la foresta pluviale tropicale.

## Biologia
Le abitudini sono poco note, ma si pensa che coincidano con quelle del macaco nemestrino.

## Conservazione
La specie è considerata dalla IUCN ad alto rischio di estinzione nel medio periodo.